# Beniczky Mihály
Beniczky Mihály (Munkács, 1677. január 25. – Nagyszombat, 1720. március 31.) jezsuita rendi pap.

## Élete
1693-ban Kassán lépett be a rendbe. Tanulmányait Trencsénben, Eperjesen és Nagyszombatban végezte. Grazban szentelték pappá és ugyanitt doktorált. 1708-ban Kolozsváron logikát, fizikát, 1712-től Nagyszombatban a gyakorlati erkölcstant adta elő. 1713 őszén Rómába hivatott apostoli gyóntatónak, december 4-én kezdte meg működését. 1717 őszén visszahivatván, Nagyszombatban előbb a Szentírás magyarázatát, majd a bölcseletet tanította Nagyszombatban, ugyanitt a nyomda igazgatója is volt.

## Munkái
- Laureae magistratuales doctoris gentium orientalium divi Francisci Xaverii. Tyrnaviae, 1703